# Judy Winter
Judy Winter, de son vrai nom Beate Richard, née le 4 janvier 1944 à Korfantow (en allemand : Friedland,Oberschlesien) est une actrice allemande de cinéma, de théâtre et actrice de doublage.

## Biographie et carrière
Après sa formation théâtrale à l'Université de Musique et des Arts de Stuttgart, Judy Winter démarre au théâtre de Brême, aux côtés de Kurt Hübner, Peter Palitzsch et Peter Zadek, elle se fait également connaître en jouant dans des comédies musicales.
En 1998, elle incarne Marlene Dietrich dans la pièce du même nom (Marlene).
En tant qu'actrice de doublage, elle a prêté sa voix à des comédiennes de renommée internationale telles Faye Dunaway (Chinatown), Jane Fonda (Julia), Audrey Hepburn (La rose et la flèche), Julie Walters (Billy Elliot), Bette Midler (For the Boys) et Liv Ullmann (Scènes de la vie conjugale). Depuis 2003, elle est la « doublure attitrée » en langue allemande de Shirley MacLaine .
Son fils adoptif Francis Winter est acteur et dramaturge. En 2006, il écrit pour sa mère, qui prendra le rôle principal, la pièce  Schöne Überraschung (Belle surprise), jouée au Theater am Kurfürstendamm .
En 2015, elle joue dans la comédie musicale Cabaret au Festival de Bad Hersfeld.

## Engagement social
Depuis de nombreuses années, Judy Winter s’implique auprès les personnes porteuses du VIH ou atteintes du SIDA. Au « Berlin AIDS-Hilfe », elle tente ne pas laisser disparaître le sujet, elle fait partie des organisateurs du gala annuel « Künstler gegen AIDS » (les artistes contre le SIDA) ,.

## Filmographie (sélection)
- 1970 : Les Cavaliers de la route  : Abschiedsabend (série télévisée) : Hilke
- 1970 : La Maison jaune (film, 1971) (Das gelbe Haus am Pinnasberg) d'Alfred Vohrer : Silvia
- 1970 : Enquête sur le vice (de) (Perrak) d'Alfred Vohrer : Emma Kastelbauer
- 1970 : Les Mantes religieuses (Die Weibchen) de Zbyněk Brynych : Olga
- 1971 : Et Jimmy alla vers l'arc-en-ciel (Und Jimmy ging zum Regenbogen) d'Alfred Vohrer : Nora Hill
- 1971 : L'Amour n'est qu'un mot (de) (Liebe ist nur ein Wort) d'Alfred Vohrer : Verena Angenfort
- 1972 : Abus de pouvoir de Camillo Bazzoni : Rosaria Cruciani
- 1973 : ...aber Jonny! d'Alfred Weidenmann : Mme Rösgen
- 1973 : Pas de frontières pour l'inspecteur : Discrétion absolue (de) de Wolfgang Petersen (téléfilm)
- 1973 : Der Kommissar – Tod eines Buchhändlers (série télévisée) : Herta Kapp
- 1974 : Der Lord von Barmbeck de Ottokar Runze : Helmi Petersen
- 1975 : Derrick (série télévisée) : La tentation (Hoffmanns Höllenfahrt) : Inge Hoffmann [6]
- 1975 : Tatort : Tod eines Einbrechers (série télévisée) : Birgit Oppermann
- 1975 : Frau von Bebenburg d'Eberhard Itzenplitz : Frau (Mme) von Bebenburg
- 1976 : Derrick (série télévisée) : Bienvenue à bord (Das Bordfest) : Agnes Solms [7]
- 1977 : Le Renard  : Deux assassins (Zwei Mörder) (série télévisée) : Gabriela Sartorius
- 1977 : Tatort : L'Amour fou (Reifezeugnis) (série télévisée) : la femme d’Helmut, professeur de mathématique
- 1979 : Derrick : Le congrès de Berlin (Ein Kongreß in Berlin) (série télévisée) : Dr Maria Meinrad [8]
- 1979 : Nathan, Der Weise (Nathan le sage) de Oswald Döpke d’après la pièce du même nom de Gotthold Ephraim Lessing : Sittah
- 1980 : Das Traumhaus (de) de Ulrich Schamoni : Sybille
- 1981 : Histoires de voyous : Opération primevères (série télévisée) : Florence
- 1982 : Dr. Margarete Johnsohn de Dagmar Damek (téléfilm) : Dr Margarete Johnsohn
- 1982 : Un cas pour deux  : Vieux pistolets (Alte Pistolen) (série télévisée) : Helen Riemann
- 1984 : Ärztinnen (en) d'Horst Seemann : Dr Katia Michelsberg
- 1985 : Le Paria de Denys de la Patellière (mini-série) : Cosima Mauriès
- 1988 : Angst de Dagmar Damek : Irene
- 1989 : Ich melde einen Selbstmord de Gerhard Klingenberg : Serena Lattimore
- 1992 : Wolff, police criminelle  : Wohnungstod (série télévisée) : Gudrun Molle
- 1993 : Un cas pour deux : L’occasion fait le meurtrier (Gelegenheit macht Möder) (série télévisée) : Mme Kleinert
- 1994 : Un cas pour deux : Le cœur étranger (Das fremde Herz) (série télévisée) : Le Dr Andrea Wilms
- 1998 : En quête de preuves  : Der letzte Schlag (série télévisée) : Erna Hansen
- 2001 : Klinikum Berlin Mitte - Leben In Bereitschaft (4 épisodes) (série télévisée) : Renate Leyendecker
- 2001 : Soko brigade des stups  : Nach dreissig Jahren (série télévisée) : Margrit Beerfel
- 2003 : Mädchen, böses Mädchen de Dennis Satin : Magdalena Göllner
- 2006 : En toute amitié (In aller Freundschaft) : Schein und Sein (série télévisée) : Thea Bergheim
- 2008 : Eine Nacht im Grandhotel de Thorsten Näter (téléfilm) : Irene van Borgers
- 2012 : Soko Wismar : Goldrausch (série télévisée : Christa Grimm
- 2014 : Danni Lowinski (trois épisodes) (série télévisée) : Ruth Lowinski
- 2017 : Eine gute Mutter de Claudia Garde (téléfilm) : Elisabeth Burmeester
- 2018 : Wuff de Detlev Buck : La maman d’Ellas

## Actrice de doublage
- Blythe Danner
  - 1999: Un vent de folie (Virginia)
  - 2004: Mon beau-père, mes parents et moi (Dina Byrnes)
- Jane Fonda
  - 1977: Julia (Lilian Hellman)
  - 1981: La Maison du lac (Chelsea Thayer Wayne)
  - 2005: Sa mère ou moi ! (Viola Fields)
  - 2011: Et si on vivait tous ensemble ? (Jeanne)
  - 2013: Le Majordome (Nancy Reagan)
  - 2014: C’est ici que l’on se quitte (Hillary Altman)
  - 2015: Youth (Brenda Morel)
- Shirley MacLaine
  - 2005: Ma sorcière bien-aimée (Iris Smythson/ Endora)
  - 2005: La rumeur court… (Catherine Richelieu)
  - 2005: In Her Shoes (Ella Hirsch)

### Films
- 1980: Vanessa Redgrave dans L’Orchestre des femmes d’Auschwitz (Fania Fenelon)
- 1985: Faye Dunaway dans Christophe Colomb (La reine Isabella)
- 1991: Vanessa Redgrave dans The Ballad of the Sad Café (Miss Amelia)
- 2001: Vanessa Redgrave dans The Pledge (Annalise Hansen)
- 2010: Vanessa Redgrave dans Lettres à Juliette (Claire)
- 2010: Vanessa Redgrave dans Miral (Bertha Spafford)

### Séries télévisées
- 1971: Vitina Marcus dans Au cœur du temps (Sarit)  (ARD)
- 1979: Noëlle Châtelet dans Buddenbrook (Gerda Buddenbrook)
- 2009–2014: Sharon Gless dans Burn Notice (Madeline Westen)
- 2013: Vanessa Redgrave dans Call the Midwife (Jenny)
- 2014: Vanessa Redgrave dans Black Box (Dr Hartramph)

## Distinctions
- 1977: Goldene Kamera (caméra d’or) pour le doublage de Liv Ullmann dans Scènes de la vie conjugale[9]
- 1984: prix d'interprétation au Festival National du long métrage de la RDA pour le film Arztinnen[10]
- 2001: L’ordre du Mérite de la République fédérale d’Allemagne[11]
- 2002: Le “ReD Award” pour son engagement dans la lute contre le SIDA[12]
- 2003: Goldener Vorhang (prix théâtral instauré par le Berliner Theaterclub) pour sa représentation dans la pièce Acht Frauen (Huit femmes)[13]
- 2005: L’ordre du mérite de Berlin
- 2010: L’Ours (d’or) (prix décerné par le magazine berlinois BZ) pour son engagement dans la lute contre le SIDA.
- 2013: Meilleur rôle principal pour le rôle d’Hannelore Fromm dans le film Mutter muss weg, distinction de l’Académie allemande de télévision
- 2014: L’ordre du Mérite de la République fédérale d’Allemagne